# Carlisle, Pennsylvania
Carlisle är centralort i Cumberland County i delstaten Pennsylvania, USA. Befolkningen uppgick år 2000 till 17970 personer. Carlisle är administrativ huvudort (county seat) i Cumberland County.